# ییرژی وانک (تنیس‌باز)
ییرژی وانک (انگلیسی: Jiří Vaněk؛ زادهٔ ۲۴ آوریل ۱۹۷۸) یک تنیس‌باز اهل جمهوری چک است.